# Roberto Caruso
Roberto Caruso (Sannicandro di Bari, Pulla, 23 de mayo de 1967) fue un ciclista italiano, que fue profesional entre 1991 y 1998. De su palmarés destacan las dos victorias a los Tres Valles Varesinos. Cuando era amateur ganó la medalla de plata al Campeonato del Mundo en ruta

## Palmarés
- 1990
  - 1º en el Giro del Cigno
  - 1º en el Trofeo Adolfo Leoni
  - Vencedor de una etapa al Giro de las Regiones
- 1993
  - 1º en el Gran Premio de Lugano
  - Vencedor de una etapa a la Vuelta al Táchira
- 1995
  - 1º en las Tres Valles Varesinos
- 1997
  - 1º en las Tres Valles Varesinos

### Resultados al Giro de Italia
- 1993. 98.º de la clasificación general
- 1996. 66.º de la clasificación general
- 1997. 76.º de la clasificación general

### Resultados al Tour de Francia
- 1998. Abandona (10.ª etapa)